# Liste der Wegekreuze und Bildstöcke im Bonner Ortsteil Beuel-Ost
Die folgende Liste enthält die Wege-, Grabkreuze und Bildstocke, die auf dem Gebiet des Bonner Ortsteils Beuel-Ost im Stadtbezirk Beuel nachgewiesen sind.
| Bild           | Bezeichnung   | Lage                              | Beschreibung | Inschrift                                                                                                | Bauzeit     | Denkmalnummer |
| -------------- | ------------- | --------------------------------- | --- | --- | ----------- | ------------- |
| weitere Bilder | Combahn-Kreuz | Marquartstraße Karte              | Das Combahn-Kreuz genannte Wegekreuz wurde 1845 errichtet und befindet sich heute in der Marquartstraße. | ERRICHTET VON WILH. BAUER UND SOPFIA MOLBERG EHELEUT ZU COMBAHN 1845                                     | 1845        | A 3096        |
| weitere Bilder |               | Combahnstraße / Kreuzstraße Karte | Das Wegekreuz wurde ursprünglich 1677 errichtet und 1968 nach seiner Renovierung an der Pauluskirche in der Siegburger Straße aufgestellt. Die Einzelteile wurden 1967 etwa 400 Meter östlich wiederentdeckt. | ANO 1677 HABEN ANDREAS LANGEN VND GERDRVDIS SCHVTHVT VON RHEINDORF DISES CREVTZ AVGERICHT; Erneuert 1968 | 1677 / 1968 | A 3939        |